# 제이시 벨라스쿠에즈

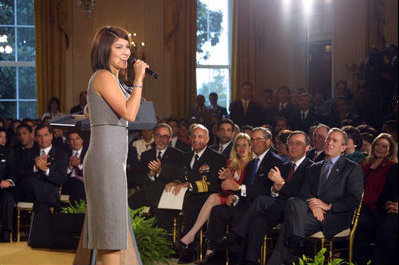

제이시 벨라스쿠에즈(Jaci Velasquez, 1979년 10월 15일 ~ )는 미국의 싱어송라이터, 배우, 아나운서이다.
휴스턴에서 태어났다.